# František Bolček
František Bolček (27. ledna 1920 – 3. ledna 1968) byl slovenský fotbalový útočník a trenér.

## Hráčská kariéra
V československé lize hrál za TŠS/Kovosmalt Trnava. Za slovenskou reprezentaci nastoupil ve 13 utkáních a dal 5 gólů. Za Trnavu dal 51 ligových gólů, z toho 9 v československé lize.

### Ligová bilance
| Ročník                                     | Zápasy | Góly | Klub             |
| ------------------------------------------ | ------ | ---- | ---------------- |
| Mistrovství Slovenska 1939/40              | –      | 12   | TŠS Trnava       |
| Mistrovství Slovenska 1940/41              | –      | –    | TŠS Trnava       |
| Mistrovství Slovenska 1942/43              | –      | –    | OAP Bratislava   |
| Mistrovství Slovenska 1943/44              | –      | 15   | TŠS Trnava       |
| Státní liga 1945/46                        | –      | 8    | TŠS Trnava       |
| Celostátní československé mistrovství 1949 | –      | 0    | Kovosmalt Trnava |
| Celostátní československé mistrovství 1950 | –      | 1    | Kovosmalt Trnava |
| CELKEM I. ČS. LIGA                         | –      | 9    |                  |

## Trenérská kariéra
Po skončení hráčské kariéry se stal trenérem. Působil mj. v Iskře Holíč a Iskře Šaštín.